# René Baillet
Pour les articles homonymes, voir Baillet.
Pour les autres membres de la famille, voir Famille Baillet.
René Baillet est un magistrat français du XVIe siècle, mort à Paris le 5 juin 1579.

## Biographie
Issu d'une vieille famille de la noblesse de robe, il était le fils unique de Thibault Baillet, président à mortier au Parlement de Paris de 1483 à sa mort en 1525, et de sa seconde femme Jeanne d'Aunoy, dame de Tresmes, de Silly et de Goussainville. 
D'abord avocat, René Baillet devint conseiller au Parlement de Paris (lettres de provisions données à Embrun le 11 décembre 1537, serment prêté le 7 janvier 1538). Il fut l'un des commissaires désignés pour tenir les Grands Jours de Poitiers en août 1541. Nommé maître des requêtes ordinaire de l'hôtel du roi par lettres du 4 septembre 1550, il fut chargé de la première présidence du Parlement de Bretagne, et quand cette institution fut érigée en cour souveraine (mars 1554), il fut le premier installé à sa tête (22 mai 1554). Trois semaines plus tard (16 juin 1554), il fut également nommé président à mortier au Parlement de Paris. En mars 1557, il fut remplacé comme premier président du Parlement de Bretagne par André Guillard du Mortier (qui était son beau-frère).
René Baillet épousa Isabeau Guillard (fille d'André Ier Guillard, conseiller d'État et maître des requêtes) par contrat signé le 3 juin 1542, et eut pour fils André Baillet. Sa fille Renée épousa Jean de Thou, conseiller d'État et maître des requêtes, fils de Christophe de Thou, premier président du Parlement de Paris (Leur fille Renée de Thou épousa elle-même Jean de Bourgneuf, premier président du Parlement de Bretagne de 1597 à 1636).